# NGC 752
Coordenadas:  01h 57m 41s, +37° 47′ 06″
NGC 752 (también denominado como C 28) es un cúmulo estelar abierto de la constelación de Andrómeda.
Fue descubierto por la astrónomo William Herschel en agosto de 1783 a través de un telescopio reflector y posteriormente observado por su hermana Caroline Herschel en el mismo año. Sin embargo, se cree que este objeto ya había sido observado y reportado por el astrónomo italiano Giovanni Battista Odierna antes de 1654.

## Características físicas

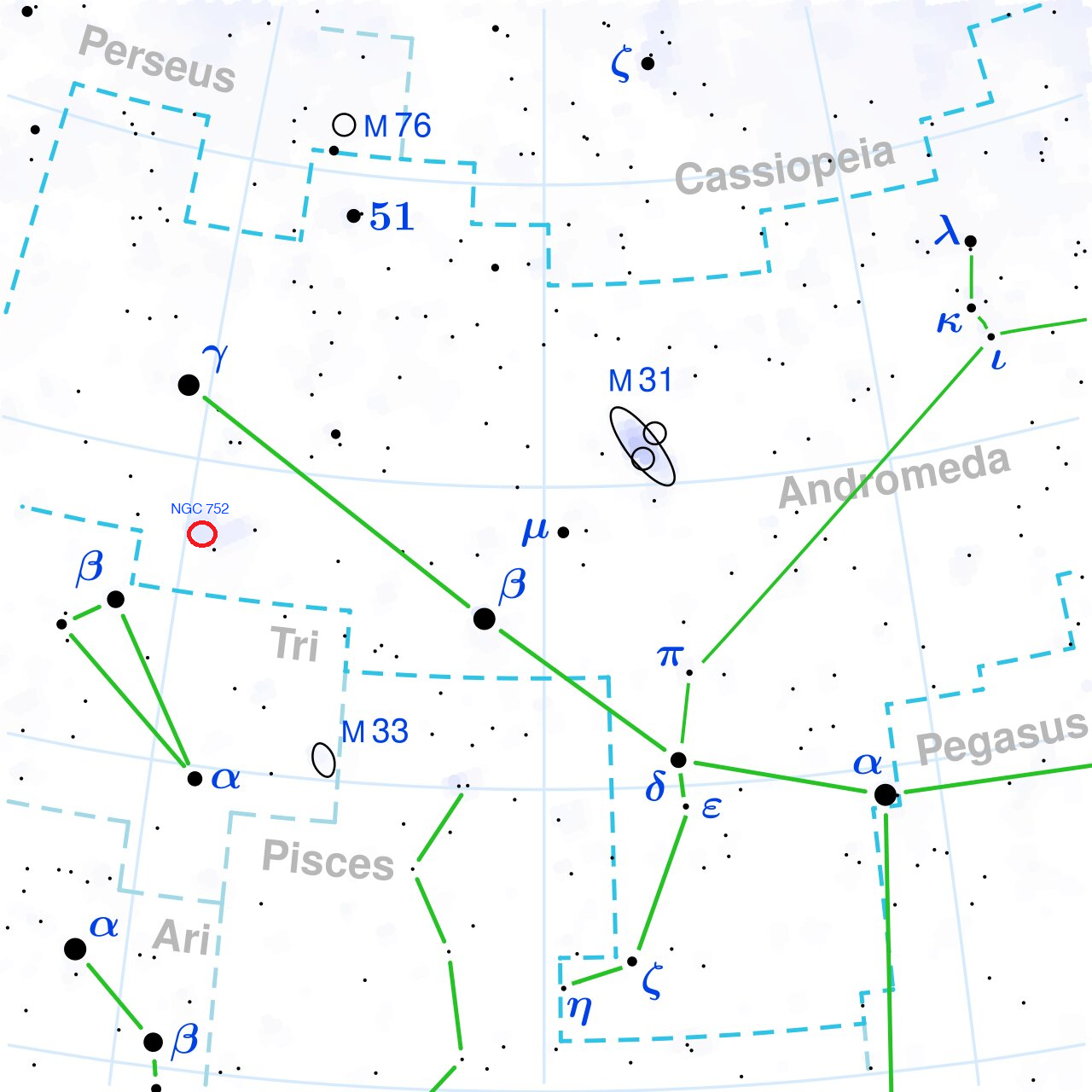
Ubicación del cúmulo estelar NGC 752 en la constelación de Andrómeda. (Círculo rojo).

### Ubicación
Su distancia se estima en unos 1300 años luz englobada dentro del Brazo de Orión. Se ubica a unos 5° al sur de la estrella Almach, también es fácilmente localizable al prolongar una línea imaginaria que conecta a Beta Trianguli y Gamma Trianguli, ambas de la constelación de Triangulum.

### Composición
Está clasificada como un cúmulo estelar de tipo III1M en la clasificación de Trumpler, lo que refiere a un cúmulo estelar con una concentración moderadamente baja, de pequeño rango de brillo y moderadamente rico con 50-100 estrellas. Un estudio de 2018 enumera 258 estrellas como miembros de este cúmulo. Su edad se estima en 1,34 ± 0,06 gigaaños, uno de los cúmulos más antiguos que se conocen, debido a esto sus estrellas son de masa baja en la secuencia principal y algunas más masivas se encuentra en fase de gigante roja. También están presentes una estrella rezagada azul, al igual que algunas binarias espectroscópicas y estrella variables.

## Observación
El cúmulo tiene una magnitud aparente de 5.7, por lo que se ve fácilmente a través de binoculares, verse a simple vista en buenas condiciones de observación con poca contaminación lumínica. Al observarlo mediante telescopio se logra apreciar se magnífico conglomerado de entre 90 y 100 estrellas concentradas, la más brillante de las cuales se acerca a la undécima magnitud.

## Miembros
| Nombre                  | Ascensión recta | Declinación    | Magnitud aparente (v)    | Tipo espectral | Clase                                  | Referencia |
| ----------------------- | --------------- | -------------- | ------------------------ | -------------- | -------------------------------------- | ---------- |
| TYC 2816-327-1          | 01h 56m 08.9s   | +37° 39' 52.7" | 10.42                    | F5.3V          | Estrella variable Gamma Doradus        | Simbad     |
| DS Andromedae           | 01h 57m 46s     | +38° 04' 28.4" | 10.44 - 10.93 (variable) | F3IV-V + G0V   | Estrella variable Beta Lyrae           | Simbad     |
| BD+37 416               | 01h 56m 10.3s   | +37° 45' 00"   | 10                       | F2III          | Binaria espectroscópica                | Simbad     |
| BD+37 416B              | 01h 56m 11.1s   | +38° 01' 43.1" | 11.19                    | F0             | Posible compañero de BD+37 416         | Simbad     |
| TYC 2816-1390-1         | 01h 56m 12.8s   | +38° 01' 43.1" | 10.88                    | F3V            | Binaria espectroscópica                | Simbad     |
| TYC 2319-568-1          | 01h 56m 57.5s   | +37° 23' 20.6" | 10.6                     | F2V            | Binaria espectroscópica                | Simbad     |
| 2MASS J01571216+3756048 | 01h 57m 12.1s   | +37° 56' 04.7" | 11.9                     | G5.0V          | Binaria espectroscópica                | Simbad     |
| BD+36 364               | 01h 57m 25.9s   | +37° 43' 19.6" | 10.4                     | F2III          | Binaria espectroscópica                | Simbad     |
| QX Andromedae           | 01h 57m 57.7s   | +37° 48' 22.4" | 11.28 - 11.50 (variable) | F5             | Estrella variable W Ursae Majoris      | Simbad     |
| 2MASS J01575883+3741269 | 01h 57m 58.8s   | +37° 41' 26.9" | 12.31                    | F8             | Binaria espectroscópica                | Simbad     |
| TYC 2816-691-1          | 01h 58m 16.8s   | +37° 38' 15.9" | 11.21                    | F5V            | Binaria espectroscópica                | Simbad     |
| V447 Andromedae         | 01h 58m 53.9s   | +37° 34' 42.5" | 13.39                    | K3.0           | Estrella variable RS Canum Venaticorum | Simbad     |
| BD+36 348               | 01h 55m 27.6s   | +37° 34' 04.6" | 10.14                    | F2V            | Binaria espectroscópica                | Simbad     |